# Sauris postalba
Sauris postalba là một loài bướm đêm trong họ Geometridae.